# سیارک ۲۳۱۰۲
سیارک ۲۳۱۰۲ (به انگلیسی: 23102 Dayanli، نامگذاری:1999XA168) بیست و سه هزار و صد و دومین سیارک کشف شده‌است که در ۱۰ دسامبر ۱۹۹۹ کشف شد.
قدر مطلق سیارک برابر ۱۹.۵ است.